# Prisión de Máxima Seguridad de Kamiti
La Prisión de Máxima Seguridad de Kamiti (en suajili: Kamiti; en inglés: Kamiti Maximum Security Prison) es una cárcel cerca de Nairobi, Kenia. Se encuentra ubicado en el distrito agrícola de Kiambu. Originalmente llamado "Kamiti Downs", que se encuentra en medio de su propia finca de 1.200 acres (4,9 kilómetros cuadrados). Durante la década de 1980 y principios de 1990 muchos presos políticos se mantuvieron en Kamiti, incluyendo Kenneth Matiba, Raila Odinga, Koigi wa Wamwere, Ngugi wa Thiong'o, Jonás Anguka y muchos otros. Muchas ejecuciones se han llevado a cabo en Kamiti. El líder rebelde Dedán Kimathi fue ahorcado por la administración colonial británica, el 18 de febrero de 1957 allí.